# Gerd Conradt

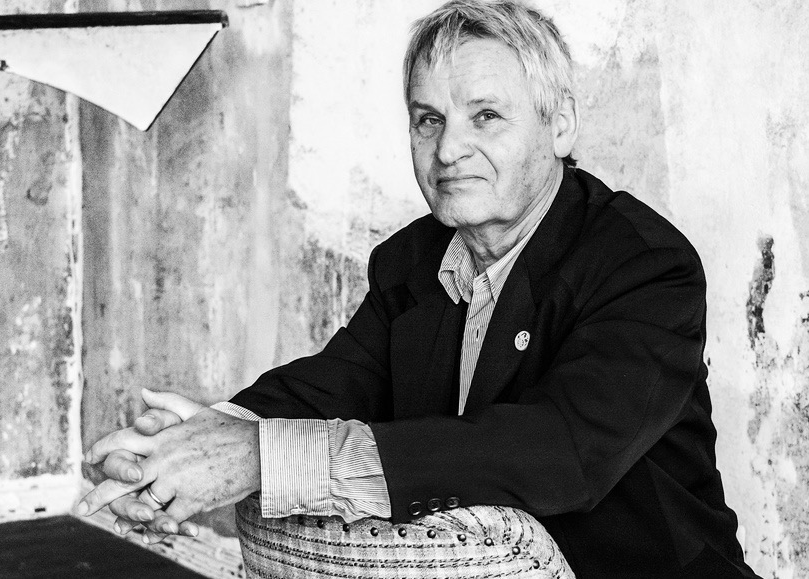
Gerd Conradt, 2012

Gerd Conradt (* 14. Mai 1941 in Schwiebus, Kreis Züllichau-Schwiebus) ist ein deutscher Kameramann, Regisseur, Autor und Dozent für Videopraxis. Seine Filme und Videoprogramme sind meist Porträts – konzeptionell gestaltete Zeitbilder, oft als Langzeitdokumentationen.

## Leben und Arbeit
1945 floh seine Familie mit Gerd Conradt aus Schwiebus, der Heimat der Mutter, vor der Roten Armee zur Familie des Vaters nach Thüringen. 1949 zog die Familie nach Erfurt. Thüringen, das Land der Lutherschen Reformation und der Musik von Johann Sebastian Bach, prägte sein Leben. Nach dem Abschluss der Grundschule verließ er die DDR und lebte in Westberlin zunächst in einem Internat der evangelischen Kirche.
Von 1960 bis 1962 absolvierte er eine Lehre als Fotograf, von 1962 bis 1963 studierte er an der Werkkunstschule Berlin Gebrauchsgrafik und Töpferei. Als Regieassistent und Darsteller arbeitete er an verschiedenen Theatern (Vaganten-Bühne, Schillertheater). 1964 betätigte Conradt sich als Ausstellungshelfer bei Arnold Bode auf der „documenta III“, über die er auch als Fotograf berichtete. Der praktische Umgang mit der modernen Kunst und Arnold Bodes gestalterischer Blick prägten seine Auffassung von Kultur in der Gesellschaft.
1964 realisierte er im Auftrag des Berliner Senats das Buch „Confrontation“ über das Programm der Ford Foundation in Berlin. Von 1965 bis 1966 hielt er sich zu Studienzwecken in Rom auf, entdeckte den Manierismus und befreundete sich mit dem Komponisten Frederic Rzewski. Mit ihm drehte er 1966 seinen ersten Kurzfilm „Frederic Rzewski ißt Spaghetti bei Carlone via della luce 55“ in Farbe, der sein Interesse für das bewegte Bild weckte.
Von 1966 bis 1968 studierte Conradt an der Deutschen Film- und Fernsehakademie Berlin (dffb). Nach dem Studium (von dem er mit weiteren 17 Studenten wegen politischer Aktivitäten relegiert wurde) drehte er als Kameramann seinen ersten TV-Film (Regie: Harun Farocki) und zusammen mit Katrin Seybold „Die Wilden Tiere“. Mit dem „Kollektiv Westberliner Filmarbeiter“ (Katrin Seybold, Marion Zeman, Oimel Mai) realisierte er den Film „Akkordarbeiterin beim Osramkonzern“.
1968 bekam Conradt als Student der Deutschen Film- und Fernsehakademie eine Rolle Farbfilm zur freien Verfügung. Ohne polizeiliche Anmeldung drehte er eine Stafette: Männer laufen mit einer roten Fahne in den Händen auf einer verkehrsreichen Straße durch Westberlin. Der Letzte hisst die Fahne am Balkon vom Rathaus Schöneberg, dem Sitz der Westberliner Regierung.
Von 1972 bis 1975 nahm Conradt Lehraufträge an der Freien Universität (Institut für Theaterwissenschaft) und der Pädagogischen Hochschule (Christina Thürmer-Rohr) wahr. In den folgenden Jahren entstanden Beiträge für den SFB: „Poesie-Videos“ und „Tagebuchnotizen“ für das Jugendmagazin „45Fieber“ sowie die Reihe „Experiment Deutsch“ für das Schulfernsehen.
1982 wurde die Ateliergemeinschaft „Confu-Baja-Video“ (Hanno Baethe, Monika Funke-Stern, Hartmut Jahn) gegründet. Im selben Jahr gestaltete Conradt die Installation „Die Füße in den Kopf montieren“ für die Sendung „Die lange Videonacht“, NDR.
1984 und 1986 entstanden Arbeiten für das ZDF – Redaktion Das kleine Fernsehspiel: „Der Videopionier“, „Fernsehgrüße von West nach Ost“ (mit Michaela Buescher). 1986 drehte er den Kurzfilmklassiker „Ein-Blick“ über die Mauer in Berlin. Zwischen 1987 und 1995 reiste er mehrmals nach Indien, besuchte den Ashram in Poona und drehte den Kurzfilm „The Empty Chair“.
1990 realisierte er zusammen mit Hans Rombach für AsahiTV (Japan) „Blueberry Forest“. Zur Ausstrahlung der Sendung reiste er 1991 nach Japan. Als „Blaubeerwald“ wurde die deutsche Fassung 1992 im MDR ausgestrahlt.
1992 entstand an der Universität Salzburg (unter dem Professor Siegfried Zielinski) die Installation „Allegorie des Fernsehens“. In der Akademie der Künste Berlin, Europäische Sommerakademie, inszenierte er „Der weiße Hai im Schwarzen Meer“. 1994 zeigte die „transmediale“ eine Werkschau von Gerd Conradt.
1996 reiste er nach Tuva und drehte dort den Film „Dyngyldai“ (mit Daniela Schulz). Auf der Reise nach Jakutien entstand der Film „Khomus“, was die Freundschaft mit dem Maultrommelvirtuosen Spiridon Shishigin vertiefte. In Berlin gründete er anlässlich des Festivals „Zungenschlag“ mit Sören Birke das Duo „preussischblau“. 1999 erschien das Buch und 2001 kam der Film „Starbuck – Holger Meins“ ins Kino.
2000 verwirklichte er zusammen mit Gerlinde Böhm, Ortrud Rubelt und der AG Dok die Lange Nacht des Dokumentarfilms, 350’, SFB: „blick.berlin.dok“. Für das Goethe-Institut München kuratierte er das Videokunstprogramm „An der Mauer, auf der Lauer“.
„Rettet Berlin!“, ein Kurzfilm zur Unterstützung der Bürgerinitiative zur Aufklärung des Bankenskandals (mit Daniela Schulz), hatte seine Premiere auf den „Internationalen Filmfestspielen Berlin“ 2001. 2003 entstand „Farbtest.3“ auf der „50. Biennale Venedig“ (mit Felix Gmelin).
2006 erschien das Buch „An der Spree – der Fluss, die Menschen“ (mit Hedwig Korte), diesem folgte der Film „Die Spree – Sinfonie eines Flusses“. Mit dem Film wurde Conradt zum „Internationalen Filmfestival“ nach Pjöngjang, Nordkorea eingeladen.
2012 erzählte Gerd Conradt im Film „Video Vertov“, einem elektronischen Testament, seinem Enkel auf der Grundlage von Film- und Videodokumenten aus vierzig Jahren Geschichten aus seinem Leben. „Recycel Film“ nannte Conradt eine Serie, in der er Film- und Videodokumente aus seinem Archiv aufarbeitete.
2015 entstand der Film „Turn your eyes to the present“ für das Kunstfest Weimar. Dieser collagiert ein Filmporträt aus den Materialien der Zusammenarbeit und privaten Begegnungen zwischen Conradt und Rzewski.
2017 in der dokumentarischen Webserie „Großbreitenbach 100 %“ begegnete Gerd Conradt Menschen aus und in Großbreitenbach, während sich der Wahlkampf zur bevorstehenden Bundestagswahl immer weiter zuspitzte. Grundlage für diese Serie bildeten Aufnahmen aus dem Film „Blaubeerwald“, den Gerd Conradt 1990 über seine weitverzweigte Familie in seiner thüringischen Heimat drehte. Als Schirmherrin begleitet die Schauspielerin Martina Gedeck die Webserie mit Herz und Verstand.
2017 im Film „Vorlass“ begegneten sich zwei Zeitebenen. 1980 filmte Detlev von Uslar Studenten beim Betrachten, Hören, Lesen und Besprechen von Kunstwerken mit Super-8-Film. Im Film „Vorlass“ kommentieren die Beteiligten die gut erhaltenen Filmdokumente von 1980 aus ihrem Leben im High Definition Format.
Im Film „Face it!“ berichtete er 2019 von der Codierung des Gesichts, er unterhielt sich dazu unter anderem mit Datenschützern, Künstlern und der deutschen Staatsministerin für Digitalisierung.
Im selben Jahr widmete er sich wieder seinem Freund, dem Pianisten und Komponisten Frederic Rzewski zu, über den er 1966 seinen ersten Kurzfilm gedreht hatte. Er dokumentierte auf dem Festival Musik die Aufführung eines seiner wichtigsten Werke „The People united will never be defeated“ von 1975 und sprach mit ihm über die Entstehung dieser Komposition.
2020 verbrachte Conradt aufgrund des Lockdowns längere Zeit in Neuseeland. Er nutzte diese und schrieb das Buch „Keep Left! MacBook, Wikipedia, meine Frau und ich - Autobiografische Reiseprosa aus dem Lockdown in Neuseeland“, dessen Publikation noch in Arbeit ist. Aus Filmaufnahmen mit dem Smartphone gestaltete er den Film „Have you ever kissed a Donkey, Momente aus dem Lockdown in Neuseeland“.
2024 schnitt Gerd Conradt aus dem Film „Farbtest Rote Fahne, 1968“ und dessen in den folgenden Jahren entstandenen Remakes unter anderem in Stockholm, Venedig und Rom den Film „Farbtest 1968-2024 - Ein rotes Stück Stoff im Wind“.

## Filme und Videos
- 1966: Frederic Rzewski ißt Spaghetti bei Carlone via della luce 55
- 1967: Santa Lucia
- 1968: Farbtest Rote Fahne
- 1969: Die Wilden Tiere (mit Katrin Seybold)
- 1978: Vater Tochter
- 1978: Anna Astrid Proll – Ihr Leben in England (mit Petra Goldmann)
- 1982: Über Holger Meins – Ein Versuch, unsere Sicht heute (mit Hartmut Jahn)
- 1984: Der Videopionier
- 1986: Fernsehgrüße von West nach Ost (mit Michaela Buescher)
- 1987: Ein-Blick
- 1992: Blaubeerwald (mit Hans Rombach)
- 1992: Affenliebe (Darsteller)
- 1995: Hold Me – Love Me. Irene Moessinger und das Tempodrom
- 1996: Ganz Ohr (Hebamme, Autotuner, Phonebox-Nutzerin)
- 1997: Dyngyldai (mit Daniela Schulz)
- 1998: Menschen und Steine
- 1999: Windsbraut – Marceline Loridan-Ivens (mit Daniela Schulz)
- 2000: Blick.Berlin.Dok (mit Gerlinde Böhm, Ortrud Rubelt)
- 2001: Starbuck – Holger Meins (mit Hartmut Jahn)
- 2003: Rettet Berlin!
- 2004: Farbtest.3
- 2005: Monte Klamotte
- 2007: Die Spree – Sinfonie eines Flusses
- 2008: Farbtest.6
- 2009: Gretchen Dutschke, Installation (mit Michaela Buescher)
- 2009: Atem – Stimme Der Seele (mit Christine Ritt)
- 2010: Arirang – Letter To Barack
- 2012: Mauerweg-Stafette
- 2012: Video Vertov
- 2015: Turn your eyes to the present
- 2016: Vorlass
- 2019: Face_it, Das Gesicht im Zeitalter des Digitalismus.
- 2019: The People United
- 2024: FARBTEST 1968-2024 – Ein rotes Stück Stoff im Wind

## Ausstellungen
- 1984: 1. Marler Video-Kunstpreis „Der Videopionier“
- 1985: NDR: Lange Nacht des Video
- 1986: Centre Georges Pompidou, Paris: Fernsehgrüße von West nach Ost
- 1987: Anhalter Bahnhof Berlin: 100 Tage Mythos Berlin
- 1988: Galerie am Körnerpark: Von Balkon zu Balkon
- 1990: Goethe-Institut San Francisco: Mauervideos
- 1991: Universität Salzburg: Allegorie des Fernsehens
- 1992: Europäische Sommerakademie Berlin: Der weiße Hai im Schwarzen Meer
- 1994: transmediale Berlin: Werkschau Gerd Conradt
- 1994: Tempodrom Berlin: B-O-M, Baus Fundició
- 1995: Filmkunsthaus Babylon, Berlin: Retrospektive Gerd Conradt
- 1996: Festival of Asian Arts, Hongkong: Yat-Kha (mit Daniela Schulz)
- 1997: International Theatre Festival Pakistan, Lahore: Morungen (mit Daniela Schulz)
- 1998: Gashe Abera Molla Festival, Addis Abeba: Morungen (mit Daniela Schulz)
- 1999: Podewil, Berlin: Zungenschlag
- 1999: Volksbühne am Rosa-Luxemburg-Platz: Die Waffe Mensch
- 2000: Neuer Berliner Kunstverein, Berlin: An der Mauer auf der Lauer
- 2003: 50th Biennale di Venezia, Dreams and Conflicts, mit Felix Gmelin
- 2004: 11. Marler Video-Kunstpreis
- 2004: Anton Reiser Werkstipendium (ARWS)
- 2005: Kunst Werke, Berlin: Zur Vorstellung des Terrors, RAF-Ausstellung, Beirat
- 2007: KW Berlin, MedienKunstVerein Dortmund, „History Will Repeat Itself“, mit Felix Gmelin
- 2008: Fahrradniederlegung zum Gedenken an Rudi Dutschke
- 2009: Project Red, Exhibition, Hongkong (mit Winnie Fu)
- 2010: Berlinfilme, Spree Kino, Deckshaus Berlin
- 2019 Eine bleierne Zeit im bunten Kostüm, Ludwig Forum Aachen, Ausstellung: Flashes of the Futur
- 2019 Wofür es sich zu leben – sterben – lohnt, Kunsthochschule Weißensee

## Bücher
- „Ford Foundation – Berlin Confrontation“, 1965, Verlag Gebr. Mann
- „Starbuck – Holger Meins“, 2001, Espresso Verlag
- „Starbuck – Il Corpo come Arma“, 2013, Zambon Verlag
- „An der Spree – der Fluss, die Menschen“, 2006, Transit Verlag (mit Hedwig Korte)
- „rom 1966“, gedichte & geschichten, gerd conradt, Selbstverlag

## CDs
- The Circle of Healing – Didgeridoo und Obertöne, Windpferd Musik, 1992 (Sangit Waldner, Gerd Conradt, Tom Meiser)
- Preussischblau – Maultrommel, Mundharmonika, Stimme, Shrutibox, 1998 (Sören Birke, Gerd Conradt)
- Spiridon Schischigin meets Sören Birke und Gerd Conradt; Produktion: Lutz Glandien, Elsenstudio, 2006
- MNO – aus der Mitte des Alphabets (Sören Birke, Gerd Conradt, Lutz Glandien); Produktion: Lutz Glandien, Elsenstudio, 2007

## Radiosendungen
- 2010 Der Junge mit der Maultrommel, Doris Netenjakob, Neugier Genügt, WDR5, 24. August 2010
- 2016 Erlebte Geschichte. Gerd Conradt, Radioportrait von Doris Netenjakob, WDR5, 15. Mai 2016
- 2017 Verortung – dokumentarische WEB-Serie Großbreitenbach 100%, Sandra Maria Geschke, Radio Lotte, 7. November 2017
- 2018 1968 – Kinderläden und antiautoritäre Erziehung. Ein Vater und seine Tochter im Gespräch BR, Moderation Klaus Schneider, 13. April 2018
- 2019 Der lange Weg zur Meisterschaft. Video-Pionier-Gerd Conradt, Deutschlandfunk Kultur, Britta Bürger, 24. Juli 2019

### Beiträge in Büchern
- „Pioniere, Steine – Video“ und DVD Film „Menschen und Steine“, in Stadt im Kopf, Hardt-Waltherr Hämer, Jovis Verlag 2002
- „Der Videopionier“, in Medien Kunst Interaktion, Rudolf Frieling, Dieter Daniels, Springer, 2000
- „Nah sehe ich grenzenlose Ferne“, in Grenzüberschreitungen, Hrsg. Erwin Reiss, Siegfried Zielinski, Spiess, Berlin 1992
- „Effekte statt Montage“, in Video – Apparat/Medium, Kunst, Kultur, Hrsg. Siegfried Zielinski, Verlag Peter Lang, Frankfurt/Main 1992
- „Dramaturgie als Prozess“, in Video – Apparat/Medium, Kunst, Kultur, Hrsg. Siegfried Zielinski, Verlag Peter Lang, Frankfurt/Main 1992
- „Ein Wiesel saß auf einem Kiesel“, Unterrichtspaket, 9 Poesie-Videos von Gerd Conradt, Langenscheidt, Berlin 1998
- „Schüler inszenieren literarische Texte“, Heinz Blumensath, Landesbildstelle Berlin, Colloquium Verlag

### Texte in Zeitschriften
- „Junge Italienische Regisseure“, Kino 5/67
- „Nuovo Cinema Germania“, Filmcritica 181/1968
- „Rapporto per un Cinema Militante“, Filmcritika 200/1969
- „Fernsehen als Schule in der Schule“, Filmkritik, 4/70
- „Arbeit und Fernsehen“, Filmkritik 6/73
- „Es gibt etwas anderes, und das andere können wir selber machen“, medium 9/75
- „Ein Zusammenhalt muß da sein“, arch+ 31/76
- „Produktionsbedingungen von Video“, päd.extra, 10/77
- „Film als Ware – Video als Geschenksendung“, medium 14–15/78
- „Bild – Abbild“, taz, 30. Juni 1982
- „Video-Piraten in Amsterdam“, medium 11/82
- „Bänderseuche“, medium, 6/83
- „Sehübungen und Trennscheiben“, medium 2–3/83
- „Gespräch über Video nach der Arbeit“, medium 1/84
- „Ins Unreine zu spielen“, medium, 4/84
- „Effekte statt Montage“, medium 7–8/84
- „Video im Kleinen Fernsehspiel“, medium 11/84
- „Augen, Ohren, Mund“, medium, 6/85
- „Der Videopionier“, Kunstforum, 9–10/85
- „Video-Exposés“, Journal Film, 9–10/89
- „Ernst Jandl, meine Verehrung“, Informationen zur Deutschdidaktik (ide), Wien, 4/90
- „Humphrey ist der Vizekiller, und wer bin ich?“, in momente des lernens, dffb 1996
- „dffb – 30 Jahre auch Fernsehakademie“, Film und Fernsehen, 1+2/96
- „Rote Fahne, gelbe Krawatte“, Der Tagesspiegel, 26. September 1996
- „Du König, Revolutionärer Film – ein Tisch“, Film und Fernsehen, 1/97
- „Der Schamane zieht sein Fell an“, Film und Fernsehen, 5+6/97
- „Ein deutscher Frühling“, Tagesspiegel, 14. Mai 2000
- „Die Entfernung zu den ARD-Sendern ist groß“, pro media, Heft 12/2002
- „Wild, aber nicht frei“, zitty 25/2004
- „Nicht oder Sein. Ikonen der Zeitgeschichte“, Zur Vorstellung des Terrors: Die RAF-Ausstellung, Band 2, Steidel Verlag
- "Eine bleierne Zeit im bunten Kostüm", Ludwig Forum Aachen, Ausstellung: Flashes of the Futur, 2019